# داودا باسوك
داودا باسوك (13 مارس 1995 بدوالا في الكاميرون - ) هو لاعب كرة قدم كاميروني في مركز الهجوم. لعب مع نادي نيور.

## وصلات خارجية
- داودا باسوك على موقع رابطة كرة القدم الفرنسية للمحترفين (الإنجليزية)
- داودا باسوك على موقع قاعدة بيانات كرة القدم.إي يو (الإنجليزية)
- داودا باسوك على موقع Soccerway.com (الإنجليزية)